# سماء كايجوسوز
سماء كايجوسوز (بالتركية: Sema Kaygusuz)‏ (ولدت في عام 1972 في مدينة صامسون) كاتبة تركية. ألفت أعمال في القصص والروايات. ولدت سماء كايجوسوز في عام 1972 في مدينة صامسون. وتخرجت سماء من قسم إدارة العلاقات العامة والدعاية بكلية الإتصالات بجامعة غازي في عام 1994. وكانت سماء كايجوسوز مهتمة في أعوام تعليمها بالمسرحية الإذاعية، والرقص الشعبي والمسرح. قد نُشرت أول قصص لسماء في مجلات قصة آدم، والوجود، وقصص الأحلام والمكتبة العامة. وحازت على جائزة شباب يشار نبي ناير في عام 1995 عن الملف الأول التي أعددته، أما الملف الثاني فقد حازت أيضا عليه عليه على جائزة مكتبة الشباب في عام 1996. إلا أن هذا الكتاب الثاني الحائز على جائزة لم ينشٌر على هيئة كتاب.
و نشرت سماء كايجوسوز كتب القصص بعنوان " من نصف الشئ " في عام (1997)، و" وصمة عار " في عام (2000)، ونقطة التشبع " في عام 2002. وحازت سماء على جائزة أدب جودت قدرت في عام 2000 عن تأليفها لكتاب " وصمة عار ".
و قد نالت روايتها الأولى «الأدعية الهابطة للأرض» على العديد من الانتقادات من الأوساط الأدبية. ونُشرت في فرنسا، والسويد وألمانيا.
واصلت سماء كايجوسوز كتابة مقالات جغرافية في مجلة أطلس وواصلت أيضاً إجراء دراسات وأبحاث حول «القراءة الإبداعية».

## أعمالها
•	من نصف المتوسط (قصة)، 1997.
•	وصمة عار (قصة)،2000. (ISBN 978-975-293-169-5)
•	نقطة التشبع (قصة)، 2002. (ISBN 975-293-186-3)
•	ينبوع الكلمات الأسيرة (قصة)، 2004. (ISBN 975-293-213-4)
•	الأدعية الساقطة على الأرض (رواية)، 2006. (ISBN 978-975-293-437-5)
•	ضوء في وجهه (رواية)، 2009.
•	السلطان والشاعر (مسرحية)، 2013.

## وصلات خارجية
- سماء كايجوسوز على موقع IMDb (الإنجليزية)
- سماء كايجوسوز على موقع ألو سيني (الفرنسية)
- سماء كايجوسوز على موقع أول موفي (الإنجليزية)
- سماء كايجوسوز على موقع قاعدة بيانات الفيلم (الإنجليزية)
- سماء كايجوسوز على موقع كينوبويسك (الروسية)

•	كتاب الطبيعة – معلومات موجزة عن المؤلف.
•	جريدة ميليت – مقالة سماء أسلان المتعلقة برواية الأدعية الساقطعة على الأرض
•	جريدة ميليت – الحديث الصحفي المتعلق بكتاب نقطة التشبع.
•	باندورا – المقال الذي كتبة أ. عمر تركي حول رواية الأدعية الساقطة على الأرض.
•	كتاب راديكال. المقالة التي كتبها سميح جومُش حول رواية الأدعية الساقطة على الأرض. (21.4.2006).
•	موقع أخبار إن تي في – المقال الذي كتب حول الكاتبة بسبب صدور كتاب وصمة عار.
•Haberekspress.com.tr – المقال الذي وقع عليه مارك سيمو حيث أنه يحتل مكان في ملحق حول رواية الأدعية الساقطة على الأرض حيث أنها غلاف لملحق الكتاب بجريدة التحرير الفرنسية.
•	وقت الكتاب - المقابلة التي أجراها موسى إيرك حول رواية ضوء في وجهه. إصدار: 45.